# Курбанов, Лечи Алхазурович
Лечи Алхазурович Курбанов (род. 9 апреля 1978, Гудермес, Чечено-Ингушская АССР) — российский каратист и кикбоксер. Многократный чемпион и призёр чемпионатов России. Мастер спорта России международного класса, призёр 8-го абсолютного чемпионата мира, абсолютный чемпион мира Ичигеки. Известен своим молниеносным ударом ногой с разворота. Один из лидеров сборной России по карате Кёкусинкай.

## Биография
Лечи Курбанов родился 9 апреля 1978 года. Серьёзно заниматься каратэ начал в Гудермесе в 13 лет. Перенес серьёзную травму позвоночника в 2008 году. Однако удачно реабилитировался и продолжил выступления.
29 июня 2013 года в Грозном Курбанов выиграл бой за титул абсолютного чемпиона мира Ичигеки — World Ichigeki Cup Russia 2013 с Яном Нортье. На этом Курбанов решил закончить свою спортивную карьеру.
Занимается тренерской деятельностью. Одним из его воспитанников является Анзор Абастов.

### Семья
Его родители Алхазур Хамидович и Таус Абдулаевна Курбановы. Лечи был их вторым ребёнком. У него две сестры.
Женился в двадцать лет на четырнадцатилетней Марьям. У них двое детей — сын Магомед и дочь Лайлан.

## Достижения
- Многократный чемпион и призёр чемпионатов России;
- Чемпион Европы 2000 года;
- Призёр 8-го абсолютного чемпионата мира;
- Победитель Чемпионата Японии 2002 года;
- На 3-м чемпионате мира в 2005 году одержал победу в тяжёлой весовой категории;
- Чемпион 9-го чемпионата мира по тамэсивари в 2007 году[5].
- Призёр Всеамериканского чемпионата по карате кекусинкай в 2010[6].
- Участник 10-го чемпионата мира в 2011 году.